# Metropolia Gandhinagar
Metropolia Gandhinagar – jedna z 24 metropolii kościoła rzymskokatolickiego w Indiach. Została erygowana 11 listopada 2002.

## Diecezje
- Archidiecezja Gandhinagar
  - Diecezja Ahmedabad
  - Diecezja Baroda
  - Eparchia Rajkot (syromalabarska)

## Metropolici
- Stanislaus Fernandes (2002-2015)
- Thomas Ignatius MacWan (od 2015)